# 韩应选
韩应选（1931年9月—2010年12月14日），撒拉族，青海省循化撒拉族自治县清水河东人。曾任政协第七届、第八届青海省委员会主席、党组书记。
1954年，担任中共青海省循化县委副书记、副县长、县长。1976年，任中共青海省同仁县委书记。1981年，任中共青海省海东地委副书记、书记。1983年，任中共青海省委常委、青海省政协秘书长。1988年，任青海省政协副主席。1993年，升任主席。
是第三届全国人民代表大会代表，中国共产党第十二次、第十三次全国代表大会代表，政协第六届、第八届、第九届全国委员会委员。
2010年12月14日凌晨5时因病医治无效在西宁逝世，享年80岁。